# Calymmodon ichthyorhachioides
Calymmodon ichthyorhachioides är en stensöteväxtart som beskrevs av Arthur Hugh Garfit Alston. Calymmodon ichthyorhachioides ingår i släktet Calymmodon och familjen Polypodiaceae. Inga underarter finns listade.